# Tatort: Platt gemacht
Platt gemacht ist ein Fernsehfilm aus der Kriminalreihe Tatort. Der vom Westdeutschen Rundfunk unter der Regie von Buddy Giovinazzo produzierte Film wurde am 4. Oktober 2009 im Ersten Programm der ARD ausgestrahlt. Es ist der 44. Fall des Kölner Ermittler-Teams Ballauf und Schenk und die 742. Tatortfolge.

## Handlung
Während Ballauf und Schenk an einer Imbissbude am Heinrichsplatz mitten in Köln eine Currywurst essen, bricht vor ihnen auf einer Bank ein junger Obdachloser tot zusammen.
Dr. Joseph Roths Obduktion ergibt als Todesursache ein Frostschutzmittel, das jemand in die Flasche Riesling gegeben haben muss, die das Opfer zuletzt getrunken hat. In einem Obdachlosenheim können die Ermittler die Identität des jungen Mannes herausfinden. Es handelt sich um Andi Lechner, der drogenabhängig war und sein Geld als Stricher verdiente. Einer, der ihn näher gekannt haben soll, ist der Berber „Beethoven“. Den finden Ballauf und Schenk in einer Kirche beim Orgelspiel. Beethoven berichtet von einem Streit zwischen Andi Lechner und Django. Den müssen die Ermittler aber erst ausfindig machen, ehe sie ihn befragen können. In „Beethovens“ Begleitung ziehen sie durch die Kölner Innenstadt und treffen dort auf Stefan Meutsch, einen ehemaligen Hauptkommissar, der mittlerweile als Detektiv arbeitet und unter den Obdachlosen einen Zeugen sucht.
Als die Kommissare Django endlich finden, ist er kaum ansprechbar. Ballauf muss ihn erst einmal zur Ausnüchterung schicken, ehe er ihn befragen kann. Schenk verfolgt in der Zwischenzeit einen jungen Mann, der kurz zuvor einen alten und wehrlosen Obdachlosen angegriffen hatte. Da der Junge ganz offensichtlich auf Obdachlose nicht gut zu sprechen ist und Schenk in dessen Garage Frostschutzmittel findet, nimmt er eine Probe zur Analyse mit. Die stimmt jedoch nicht mit dem Mittel überein, das dem Obdachlosen verabreicht wurde.
Die Befragung von Django ergibt lediglich, dass er von Andi Lechner sein Geld zurückhaben wollte, das der ihm schuldete. Dabei erfahren die Ermittler, dass Lechner bei dem Schönheitschirurgen Dr. Norbert Ellermann gut angesehen war und ihm als Stricher zu Diensten war. Ellermann ist als Gönner der Kölner Obdachlosen bekannt und hatte gerade erst einen Wohltätigkeitsabend gegeben. Ballauf hält es für möglich, dass Lechner Ellermann erpresst haben könnte und der ihn daraufhin aus dem Weg geräumt hat, zumal sich herausstellt, dass Lechner HIV-positiv war. Ballauf konfrontiert den Arzt mit diesen neuen Erkenntnissen und Ellermann zeigt sich teilweise überrascht. Er gibt an, selbst seit Jahren HIV-positiv zu sein und deshalb nur geschützten Verkehr mit dem Opfer gehabt zu haben. Mit dem Tod von Lechner habe er nichts zu tun.
Noch am Abend wird ein neues mit Glycol vergiftetes Opfer unter den Obdachlosen gefunden. „Beethoven“ stellt erstaunt fest, dass der Tote seinen Mantel anhatte. Die anderen Berber sind beunruhigt, dass es möglicherweise ein Serientäter auf sie abgesehen haben könnte. Um besser recherchieren zu können, mischt sich Ballauf mit „Beethovens“ Hilfe unter die Obdachlosen. Dabei stellt sich heraus, dass das letzte Opfer unter falschem Namen lebte. Unerwartet wird Ballauf von Stefan Meutsch bedroht, der immer noch auf der Suche nach einem Obdachlosen namens „Kempel“ ist. Wie sich herausstellt, ist das „Beethoven“, und Meutschs Auftraggeberin ist die Rechtsanwältin Gesine Stürner.
Die Ermittlungen ergeben, dass Kempel alias „Beethoven“ ein millionenschweres Erbe zu erwarten hat und freiwillig auf der Straße lebt, weil er wegen eines von ihm verschuldeten schweren Autounfalls, bei dem Familienmitglieder umgekommen sind, eine Art Buße tun will. Seine Cousine ist Gesine Stürner, die sich große Hoffnungen auf das Geld macht und ihren Cousin aus dem Weg räumen will, indem sie Stefan Meutsch auf ihn angesetzt hat. Da dieser nun zum zweiten Mal den Falschen mit dem vergifteten Wein getötet hat, nimmt sie die Sache in die eigenen Hände. Sie sucht „Beethoven“ auf und bedroht ihn mit einer Pistole. Als Ballauf und Schenk dazu kommen, flieht die Rechtsanwältin, kann aber von den Ermittlern gestellt werden.

## Hintergrund
Platt gemacht wurde von Colonia Media im Auftrag des WDR  produziert. Die Dreharbeiten erfolgten in Köln und der Umgebung von Köln.
Bei diesem Tatort haben die Kölner Band De Höhner und der Volksschauspieler Peter Millowitsch kurze Gastauftritte, als sie die Schlussszene gestalten. Die Folge endet, wie nur selten, nicht an der Imbissbude.

## Rezeption

### Einschaltquoten
Bei seiner Erstausstrahlung am 4. Oktober 2009 wurde die Folge Platt gemacht in Deutschland von 9,55  Millionen Zuschauer gesehen, was einem Marktanteil von 27,20 Prozent entsprach.

### Kritiken
Rainer Tittelbach von tittelbach.tv wertet verhalten: „Der Beginn samt einem eleganten Eingangschwenk ist viel versprechend. […] Was folgt, ist das immergleiche Spiel zwischen Freddy Schenk und Max Ballauf.“
Bei Stern.de urteilt Kathrin Buchner: „‚Platt gemacht‘ ist eine vor Kitsch triefende Sozialstudie, die ihrem Titel leider entspricht. […] Brennende Mülltonnen gegen soziale Kälte, das Ringen um eine bürgerliche Existenz, die Angst vor sozialem Abstieg. All das hätte ‚Platt gemacht‘ sein können, doch leider ist der Titel Programm. […] Platt und plakativ mit einer Überdosis Pathos, Plattitüden und Phrasendrescherei kommt dieser ‚Tatort‘ einfach nicht in die Gänge. Zu allem Überfluss blickt man am Ende noch nicht mal durch, wer wen warum ermordet hat.“
Feridun Zaimoglu bei Zeit.de urteilt recht sarkastisch: „Das ist ein schöner ruhiger, warmer Film mit einem märchenhaften Ende. Aber liegen wir ‚Banker‘ so falsch, wenn wir an Märchen glauben? Es kommt die kalte Jahreszeit, denken wir, viele Schüsseln heiße Erbsensuppe, einen warmen Schlafplatz und viele Groschen auf dem Münzteller wünschen wir den Berbern.“
Torsten Thissen bei der Welt.de bemerkt: „Und so stapfen die Kommissare durch einen schlechten Film, sagen hölzerne Dialoge auf, in denen Drahtesel das Synonym für Fahrrad ist. Ein Film, in dem eine Leiche herumliegt, der sichtbar die Halsschlagader klopft und am Ende gibt es einen Täter, den man kaum kennt, dessen Motiv man nicht versteht und bei dem auch nicht klar wird, wie es dazu kommen konnte, dass er zu Beginn des Films den Falschen tötet.“
Die Berliner Morgenpost sieht den Tatort etwas positiver und schreibt: „Er hätte nur zwei Minuten früher aufhören müssen, dann wäre dieser Krimi in ungetrübter Erinnerung geblieben. […] Die Schlussszene mit der Band ‚Höhner‘, die ihre Berber-Hymne ‚Alles verloren‘ grölte, passte in ihrer Gefühlsduselei kaum zu dem schönen ‚Tatort‘, der zuvor jedes Sozialpathos dezidiert vermieden hatte. Und das war bei dieser Mischung - das Kölner Kumpelduo Ballauf und Schenk ermittelte unter Obdachlosen - eine kleine Meisterleistung.“
Die Kritiker der Fernsehzeitschrift TV Spielfilm urteilten: „Die Botschaft wird dick aufgetragen, das Finale wirkt konstruiert, aber bis dahin bleibt's spannend. Vertrackte Story mit korrektem Anliegen.“